# Ficadusta pulchella
Ficadusta pulchella is een slakkensoort uit de familie van de Cypraeidae. De wetenschappelijke naam van de soort is voor het eerst geldig gepubliceerd in 1823 door Swainson.